# Clasa 47 (BR)
BR Clasa 47 este o locomotivă diesel-electrică britanică, proiectată și fabricată în anii 1960 de către Brush Traction din Loughborough, și la fabricile British Rail din Crewe, fiind cea mai numeroasă locomotivă de pe rețeaua feroviară Britanică la acel moment, alături de Clasa 08 (locomotivă de manevră).
Proiectată pentru trafic mixt, acestea erau dotate cu un motor Sulzer 12LDA28 cu o putere maximă de 2750 CP (redusă la 2580 CP pentru fiabilitate) și au fost folosite timp de peste 50 de ani pe rețeaua feroviară din Marea Britanie. În ciuda introducerii a mai multor locomotive mai moderne, locomotivele din Clasa 47 încă mai sunt folosite în tractarea trenurilor de marfă sau a excursiilor feroviare (railtours), dar au fost înlocuite complet în tractarea trenurilor express. În octombrie 2022, 80 din cele 512 locomotive mai circulă, fie pe căi ferate istorice, fie pe rețeaua principală feroviară Britanică. 
Această locomotivă a dus la dezvoltarea Clasei 56 din 1976-1984, iar în anii 2000, mai multe locomotive au fost modernizate, fiind dotate cu motoare EMD 645, fiind cunoscute drept Clasa 57.

## Istorie

### Începuturile
La începutul aniilor 1960, Comisia de Transport Britanică (BTC) își propunea scoaterea din circulație definitivă a locomotivelor cu aburi din Marea Britania până în anul 1968, lucru care necesita construirea unui număr mare de locomotive de Tipul 4 (cu puterea între 2000 și 2999 CP) dar cu o sarcine pe osie maximă de 19 tone. Nedorind să urmeze calea Regiunii Vestice a BR-ului, care utiliza predominant locomotive diesel cu transmisie hidraulică, BTC s-a concentrat pe locomotivele diesel-electrice, lansând o licitație pentru 100 de locomotive conform noilor specificații:
- Un consorțiu între BRCW-AEI-Sulzer, de unde locomotivele urmau să fie fabricate la uzina de material rulant din Smethwick, Birmingham, echipamentul electric să fie produs de către asociația de producători electrici din Regatul Unit, iar motoarele să fie livrate de Sulzer cu modelul 12LDA28 fiind cel preferat, deoarece el era foarte bine cunoscut în Marea Britanie (la locomotivele din Clasele 44/45/46) și în alte țări (SNCF CC6500, CFR 060-DA). Cea mai apropiată variantă de producție la acel moment era prototipul D0260 "Lion". Oferta venea cu încălzire cu aburi dar și încălzire electrică.
- Brush Traction urma să ofere o locomotivă bazată pe prototipul D0280 "Falcon", care încă se afla în fabrică la acel moment. Motorul ar fi fost ori Sulzer 12LDA28 sau English Electric 16CSVT (care a fost refuzat datorită naturii sale nedovedite). De asemenea exista și opțiunea cu motor dublu. Oferta venea cu încălzire cu aburi dar și încălzire electrică.
- English Electric a oferit o locomotivă bazată pe eventual prototip DP2, cu un motor de tip 16CSVT, care mai târziu s-a regăsit în locomotivele de Clasa 50.
- North British Locomotive Company din Glasgow a oferit o locomotivă cu motor Sulzer și cu încălzire cu aburi dar și încălzire electrică.

Dintre aceste oferte, oferta BRCW-AEI-Sulzer a fost opțiunea preferată, dar înainte ca prototipurile să poată fi evaluate, necesitatea de a construi rapid un număr mare de locomotive a fost considerată primordială, iar BTC a decis o nouă abordare: a decis să anuleze comanda finală de douăzeci de locomotive din Clasa 46 și să lanseze o licitație pentru douăzeci de locomotive cu noua specificație de tip 4, utilizând echipamentul electric Brush destinat comenzii anulate. Contractul a fost câștigat de Brush. După livrarea primelor 20 de exemplare, s-au mai comandat alte 270, cifra finală fiind ulterior revizuită la 512 de exemplare.
Locomotivele au fost livrate în 6 loturi, în felul următor: 
- D1500-D1519, comandate la 28 februarie 1961.
- D1520-D1681, comandate la 1 ianuarie 1962.
- D1682-D1706, comandate la 4 septembrie 1962.
- D1707-D1781, comandate la 28 septembrie 1962.
- D1782-D1861, comandate la 22 iulie 1963.
- D1862-D1999 și D1100-D1111, comandate la 24 martie 1964.

Primele 20 de locomotive au fost livrate cu frâne Westinghouse, iar restul cu frâne Davies & Metcalfe-Oerlikon, lucru ce a datorat la retragerea lor din circulație timpurie, fiind clasificate ca non-standard. Alte 5 locomotive (D1702-D1706) au fost dotate experimental cu motoare Sulzer 12LVA24, fiind cunoscute drept Clasa 48. Locomotivele au primit motoarele originale între 1969 și 1971. La mijlocul aniilor 1960, s-a decis reducerea puterii motorului de la 2750 CP la 2580 CP, deoarece sarcina pusă asupra motorului producea crăpături în blocul motor. Odată cu această modificare, fiabilitatea locomotivelor a crescut, fără se se observe modificări semnificative în performanța lor. Toate locomotivele (cu excepția a 81 de exemplare) au primit încălzire cu aburi din fabrică, iar primele 20 și alte 2 au primit încălzire electrică din fabrică.
În 1965, locomotive asemănătoare au fost produse pentru Căile Ferate din Cuba, mai exact 10 exemplare cu motoare 12LVA24. Comanda a fost plasată după vizita unei delegații cubaneze în Marea Britanie în 1963. Deși comanda a fost binevenită pentru Brush, locomotivele de fapt au fost produse de către Clayton Equipment Company din Derby, deoarce Brush Traction era o companie deținută de către Hawker-Siddeley, o companie cu interese majore în industria de apărare, mai ales în SUA, unde se livra avionul militar Harrier. De teamă ca această legătură comercială să devină cunoscută în contextul deteriorării relațiilor diplomatice între Cuba și SUA și a embargoului impus de către John F. Kennedy asupra insulei, producția a fost mutată la o companie fără legături cu Hawker-Siddeley, pentru a nu supăra pe cei din Pentagon. Aceste locomotive erau identice cu cele din Clasa 48 (inclusiv la schema de vopsire), cu excepția unor modificări la aspectul extern menite să devină standard pentru Cuba. Acestea au purtat numerele de parc 2501-2510. Primele 2 locomotive părăsit Anglia pe nava comercială iugoslavă "Kolašin" din portul Kingston-upon-Hull pe 30 iulie 1965, urmate de celălalte până în 1966. Au fost eventual retrase din circulație până la începutul aniilor 1990, probabil datorită lipsei pieselor de schimb și expertizei asupra locomotivelor de către inginerii cubanezi.

### Epoca British Rail
Odată cu introducerea sistemului de clasificare computerizat TOPS de către inginerii și electroniștii companiei feroviare americane Southern Pacific la începutul aniilor 1970, locomotivele din Clasa 47 au putut primi și subclasări bazate pe tipul de încălzire electrică. Ulterior clasificarea a fost extinsă și a rămas astfel:
- Clasa 47/0, locomotive cu încălzire pe aburi
- Clasa 47/3, locomotive fără încălzire
- Clasa 47/4, locomotive cu încălzire pe aburi și electrică. Anumite locomotive au primit rezervoare de motorină cu autonomie extinsă mai târziu
- Clasa 47/6, ulterior Clasa 47/9, locomotivă unicat folosită ca platformă de testare pentru 2 tipuri de motoare diferite
- Clasa 47/7, locomotive dotate cu sistem push-pull, anumite locomotive au primit rezervoare de motorină cu autonomie extinsă și au devenit clasate ca 47/7b și 47/7c

Pentru lista tuturor celor 512 de locomotive, vedeți lista locomotivelor din Clasa 47 (BR)⁠(en)[traduceți]. La momentul introducerii clasificării TOPS, 4 locomotive au fost retrase și casate în urma unor accidente feroviare.